# أديلبيرت فورد
أديلبيرت فورد (بالإنجليزية: Adelbert Ford)‏ هو عالم نفس أمريكي، ولد في 23 أبريل 1890، وتوفي في 1976.